# 谢寿光
谢寿光（1956年10月—），男，福建武平人，中国社会学家、编辑出版家，曾任社会科学文献出版社社长，中国社会学会秘书长。